# Pyhäranta
Pyhäranta (/ˈpyhæˌrɑntɑ/) là một đô thị của Phần Lan.
Vị trí ở tỉnh của Tây Phần Lan thuộc vùng Tây Nam Phần Lan. Đô thị này có dân số 2.251 người (thời điểm ngày 31 tháng 12 năm 2004)và diện tích 147,25 km² (trừ phần mặt biển) trong đó có 5,03 km² là mặt nước nội địa. Mật độ dân số là 15,83 người trên mỗi km².
Dân đô thị này chỉ sử dụng tiếng Phần Lan